# Le Rime

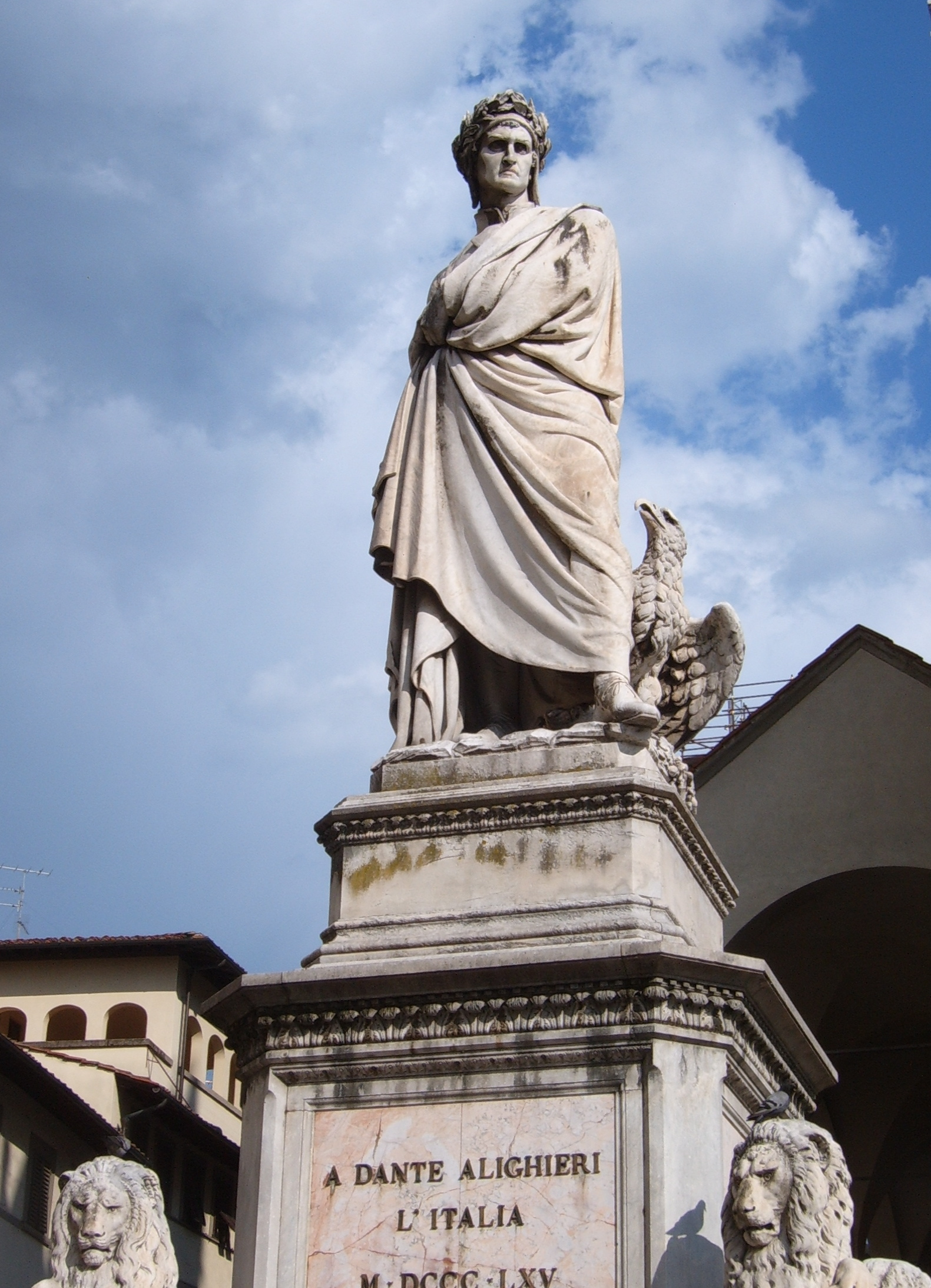
Statue de Dante à Florence, Italie.

Le Rime (Rimes) est un recueil de poèmes lyriques de Dante Alighieri qu'il a écrits tout au long de sa vie (entre 1295 et 1325 selon les critiques). Ils sont basés sur les expériences existentielles et stylistiques variées du poète. Ils n'ont pas été conçus comme un recueil de poème par Dante lui-même, mais ont été rassemblés et commandés plus tard par des critiques modernes.
Une section du recueil est un groupe de quatre poèmes connus sous le nom de Rime Petrose. Ce sont des poèmes d'amour dédiés à une femme appelée Petra, composés vers 1296. Ces poèmes sont considérés comme une transition entre les paroles d'amour de sa première œuvre, La Vita Nuova, et de sa dernière, la Divine Comédie qui aborde un sujet plus sacré.